# Tapinocephalia

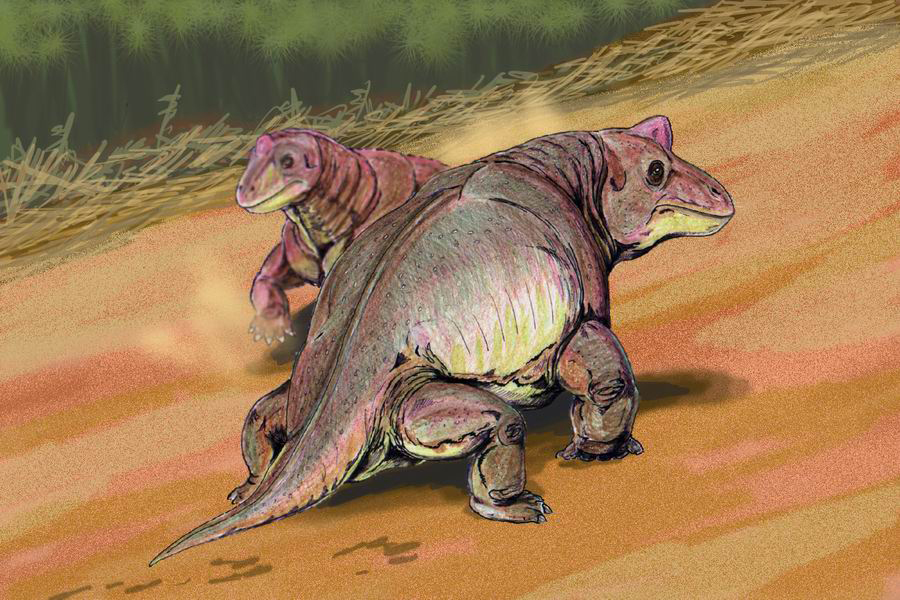
Keratocephalus

Los tapinocéfalos (Tapinocephalia) son un suborden de terápsidos dinocéfalos. A diferencia de Anteosauroidea y estemmenosuchidae, Tapinocephalia existió principalmente en África. Solo una especie se encontró más al norte, en Rusia, Ulemosaurus. Los tapinocefálidos se dividen en tres clados, Styracocephalidae, Titanosuchidae, y Tapinocephalidae. géneros conocidos de este grupo son Moschops, Tapinocephalus, y Titanosuchus. 
Los primeros integrantes de este género eran carnívoros y omnívoros. uno de estos grupos carnívoros/omnívoros es Titanosuchidae. Eran grandes predadores que cazaban otros terápsidos herbívoros. Los tapinocefálidos más recientes fueron herbívoros. Los tapinocefalidos tenían un cráneo grueso y ancho que pudieron haber utilizado para topetear. Algunos tenían cuernos y otros carecían de ellos.